# Championnats du monde Xterra 2003
Navigation
Édition précédente Édition suivante
Les championnats du monde Xterra 2003, organisé par la Team Unlimited, s'est déroulé le 26 octobre à Maui dans l'État d'Hawaï. Les triathlètes se sont affrontés lors d'une épreuve sur distance M, comprenant 1500 mètres de natation, 30 km de vélo tout terrain (VTT) et 10 km de course à pied hors route.

## Résultats
Les tableaux présentent les « Top 10 » hommes et femmes des championnats du monde. 
| Position           | Triathlète       | Pays       | Temps           |
| ------------------ | ---------------- | ---------- | --------------- |
| Médaille d'or      | Eneko Llanos     | Espagne    | 2 h 32 min 56 s |
| Médaille d'argent  | Nicolas Lebrun   | France     | 2 h 36 min 31 s |
| Médaille de bronze | Justin Thomas    | États-Unis | 2 h 37 min 31 s |
| 4                  | Jason Chalker    | Australie  | 2 h 38 min 22 s |
| 5                  | Steve Larsen     | États-Unis | 2 h 38 min 50 s |
| 6                  | Josiah Middaugh  | États-Unis | 2 h 39 min 47 s |
| 7                  | Peter Reid       | Canada     | 2 h 41 min 15 s |
| 8                  | Jimmy Riccitello | États-Unis | 2 h 42 min 51 s |
| 9                  | Cameron Widoff   | États-Unis | 2 h 43 min 3 s  |
| 10                 | Michael Tobin    | États-Unis | 2 h 43 min 31 s |

| Position           | Triathlète              | Pays       | Temps           |
| ------------------ | ----------------------- | ---------- | --------------- |
| Médaille d'or      | Mélanie McQuaid         | Canada     | 2 h 57 min 8 s  |
| Médaille d'argent  | Jamie Whitmore          | États-Unis | 3 h 1 min 14 s  |
| Médaille de bronze | Candy Angle             | États-Unis | 3 h 6 min 9 s   |
| 4                  | Raeleigh Tennant-Rogers | États-Unis | 3 h 10 min 43 s |
| 5                  | Jenny Tobin             | États-Unis | 3 h 11 min 10 s |
| 6                  | Chantal Knapp-Thompson  | États-Unis | 3 h 11 min 23 s |
| 7                  | Shari Kain              | États-Unis | 3 h 12 min 50 s |
| 8                  | Karen Masson            | États-Unis | 3 h 14 min 16 s |
| 9                  | Kristy Mantz            | États-Unis | 3 h 18 min 18 s |
| 10                 | Jari Kirkland           | États-Unis | 3 h 18 min 30 s |